# أبو لبن
أبو لبن قرية سعودية، في محافظة المويه بمنطقة مكة المكرمة، تقع في شرق مدينة الطائف بمسافة نحو ( ) كم.

## أنظر أيضًا
- أم السلم (محافظة المويه)
- أم شواح
- أم صلال (محافظة المويه)